# سوزان هيرنغ
سوزان هيرنغ (بالإنجليزية: Susan Herring)‏ هي لغوية أمريكية، ولدت في 27 مايو 1955.